# Camerino Antíscio Veto
Camerino Antíscio Veto (em latim: Camerinus Antistius Vetus) foi um senador romano nomeado cônsul sufecto no começo de março de 46 com Marco Júnio Silano Torquato. Era neto de Caio Antíscio Veto, cônsul em 6 a.C., e filho de Caio Antíscio Veto, cônsul em 23. Além disso era sobrinho de Lúcio Antíscio Veto, cônsul em 26, e irmão de Caio Antíscio Veto, cônsul em 50, e de Lúcio Antíscio Veto, cônsul em 55.
Em 43 foi pretor urbano.
Antigamente era identificado como sendo a mesma pessoa que o seu irmão Caio, cônsul em 50.